# Iguatu (kommun i Brasilien, Paraná)
Iguatu är en kommun i Brasilien.   Den ligger i delstaten Paraná, i den södra delen av landet, 1 100 km sydväst om huvudstaden Brasília. Antalet invånare är 2 233.
Omgivningarna runt Iguatu är en mosaik av jordbruksmark och naturlig växtlighet. Runt Iguatu är det ganska glesbefolkat, med 22 invånare per kvadratkilometer.